# Mimalblymoroides kaszabi
Mimalblymoroides kaszabi là một loài bọ cánh cứng trong họ Cerambycidae.